# Tomträtt
Tomträtt är en typ av besittningsrätt till jord, som infördes i svensk rätt genom lagen om nyttjanderätt till fast egendom 14 juni 1907. Lagen har ändrats 1953 och 1967. Idag finns bestämmelser om tomträtt i jordabalken.
Tomträtt kan förekomma på område, som avdelats för att bebyggas och tillhör stat eller kommun. Likartade regler förekommer utomlands, särskilt i England och Tyskland. I äldre lagstiftning har tomträtten en förebild i de så kallade "ofria tomterna" (se ofri grund). Tomträtten ger besittningshavaren mycket starkare rätt, än vad nyttjanderätt gör, utan att själva äganderätten går från upplåtaren. Det sociala syftet är att reglera bostadsförhållandena inom samhället, utan att ägaren skall behöva sälja tomterna eller bygga själv. Skall den besittningsrätt som upplåts genom tomträtten tjäna som underlag för eget bostadsbygge, måste tiden inte vara alltför kort. Å andra sidan bör tiden inte vara så lång, att samhället går miste om fördelen av att åter kunna förfoga över tomten. Tiden är därför bestämd till 26-100 år. Om tomträtten löses in av stat eller kommun skall befintliga byggnader lösas in på samma sätt som vid expropriation. Tomträtten kan inte sägas upp av tomträttsinnehavaren.
För att kunna bygga på tomten krävs ofta att byggherren behöver ta lån. Tomträtten behandlas då som en fastighet för sig, så att den kan skrivas in i en tomträttsboken och därefter intecknas. Att tomträttsinteckning inte kan lämna samma säkerhet som en fastighetsinteckning är uppenbart, och därför måste åtgärder vidtas för att underlätta belåning[källa behövs].
Avgiften eller hyran kallas tomträttsavgäld.